# GNU/Linux-Namensstreit
Als GNU/Linux-Namensstreit wird eine Debatte zwischen den Anhängern der Freie-Software-Bewegung und jenen des Open-Source-Lagers darüber bezeichnet, ob Betriebssysteme, die auf dem Linux-Betriebssystemkernel einerseits und den Paketen des GNU-Projekts andererseits basieren, als Linux oder als GNU/Linux zu bezeichnen sind.
Der Linux-Kernel besteht aus hardwarenaher Software für Scheduling, Multitasking, Gerätetreiber, Speicherverwaltung usw., die GNU-Pakete bestehen u. a. aus der Shell Bash, den Core Utilities, Compilern wie gcc, Bibliotheken wie glibc und der Umsetzung sämtlicher Funktionen des Portable Operating System Interface (POSIX) System Application Program Interface (POSIX.1) usw. Gemeinsam ergeben Kernel und GNU-Pakete ein unixartiges Betriebssystem.
Während sich zumeist die kürzere Bezeichnung Linux für das Betriebssystem durchgesetzt hat, verwenden manche Projekte, z. B. Debian und Knoppix, die Bezeichnung GNU/Linux.

## Hintergrund
Im Rahmen des GNU-Projekts rund um seinen Gründer Richard Stallman wurde bereits in den frühen 1980er-Jahren mit der Entwicklung des freien Betriebssystems GNU begonnen. Einen Kernel gab es hierfür zunächst nicht, erst im Jahr 1990 begann die Entwicklung des projekteigenen Betriebssystemkerns GNU Hurd, die jedoch sehr viel schleppender verlief als jene des 1991 von Linus Torvalds erstmals angekündigten Linux-Kernels.
In den Anmerkungen zur Erstveröffentlichung von Linux schrieb Torvalds: „Leider bringt ein Kernel selbst einen nicht weiter. Um ein funktionierendes System zu bekommen, benötigt man eine Shell, Compiler, Bibliotheken usw. Dies sind separate Teile und können unter einem strengeren (oder lockereren) Copyright stehen. Die meisten Tools, welche mit Linux verwendet werden, sind GNU Software […].“ Aus der Perspektive Torvalds sowie vieler früher Linux-Nutzer wurde das Betriebssystem also durch diverse GNU-Pakete komplettiert – während aus der Perspektive des GNU-Projekts das jahrelang entwickelte Betriebssystem GNU durch den Kernel Linux vervollständigt wurde.
Richard Stallman und das GNU-Projekt plädieren dafür, den Namen GNU/Linux zu verwenden. Das Hauptziel ist nicht, einer Verwechslung zwischen dem Systemkernel Linux und dem gesamten System GNU/Linux vorzubeugen. Es geht dabei vielmehr darum, die Rolle des GNU-Projektes und seines Idealismus für den Aufbau der freien Software-Gemeinschaft anzuerkennen, sowie der Öffentlichkeit die Bedeutung dieser Ideale in Erinnerung zu rufen. Immerhin gibt es Nutzer, die das GNU/Linux-System verwenden, ohne dass ihnen GNU ein Begriff ist. Stallman, das von ihm initiierte GNU-Projekt und die später von ihm gegründete Free Software Foundation (FSF) verfolgen bestimmte politische Ziele (nämlich die Propagierung und Verbreitung von Freier Software), wohingegen Torvalds seinen Linux-Kernel lieber als apolitische Open-Source-Software begreift, ohne dass diesem die freiheitskämpferischen, netzpolitischen und bürgerrechtlichen Aspekte des Konzepts der Freien Software inhärent sein sollen. Somit sieht Stallman durch das Weglassen des „GNU“ in GNU/Linux die Gefahr, dass das GNU-Projekt verwendet wird, um die politischen Ziele der Open-Source-Szene statt der eigenen zu fördern.
Aus diesem Grund bezeichnen einige Linux-Distributionen, die sich als Teil der Freie-Software-Bewegung begreifen, ihre Distributionen oft als „GNU/Linux“ (z. B. Debian, Trisquel, gNewSense), während Distributionen, die keinen Wert auf diese politische Festlegung legen, ihre Distributionen meist lediglich „Linux“ nennen (z. B. openSUSE, Ubuntu, Fedora). Dieses Detail ist oft ein guter Indikator für die generelle Philosophie einer Linux-Distribution. So wird man bei Distributionen, die sich GNU/Linux nennen, nur selten Softwarepakete vorfinden, die unter einer Lizenz verbreitet werden, die nicht als kompatibel mit den Zielen der Free Software Foundation angesehen wird, wie z. B. Flash-Plugins (eingestellt Ende 2020) oder MP3-Codecs (lizenzfrei seit Mitte 2017); viele bieten sogar als Alternative zum Distributions-Standardkernel eine Version des Linux-Kernels an, die keine Komponenten enthält, die unter einer nicht von der FSF anerkannten Lizenz stehen, genannt Linux-libre. Im Kontrast dazu tendieren Distributionen, die sich lediglich als „Linux“ bezeichnen, oft dazu, eine Vielzahl von nicht-FSF-konformen Paketen anzubieten und installieren diese oft sogar automatisch in ihrer Standardeinstellung (z. B. Linux Mint). Als die Distribution Ubuntu 2012 eine Amazon-Online-Suche in ihre Desktop-Umgebung integrierte, war das nach Stallmans Meinung Spyware und Verrat an den Idealen der Freien Software-Bewegung.
Linus Torvalds hingegen schreibt: „Es spielt eigentlich keine Rolle, wie die Leute Linux nennen, solange dem Ehre entgegengebracht wird, dem Ehre gebührt (auf beiden Seiten). Persönlich werde ich weiterhin ‚Linux‘ sagen […] Die GNU-Leute versuchten, es GNU/Linux zu nennen, und das ist ok.“

## Linux ohne GNU
Als Richard Stallman den Namensstreit initiierte, war nahezu jedes linuxbasierte Gerät auch gleichzeitig GNU-basiert. Seit etwa 2004 boomen jedoch zahlreiche eingebettete Systeme wie Router oder Network Attached Storage für den SOHO-Bereich, die zwar Linux als Kernel verwenden, aber keine oder nur sehr wenige GNU-Komponenten enthalten. Um mit wenig Haupt- und Permanentspeicher auszukommen, werden Alternativen verwendet, die zwar nicht alle Funktionen der GNU-Versionen bieten, aber mit relativ geringen Hardwareressourcen auskommen. Oft wird uClibc anstelle von glibc als C-Bibliothek und BusyBox statt der Kommandozeilenbefehle von GNU und anderen Quellen eingesetzt. Einige eingebettete Systeme verwenden zwar die GNU-Bestandteile glibc oder die davon abgeleitete eglibc, nutzen jedoch BusyBox für die Kommandozeilenbefehle. Sie haben einen vergleichsweise geringen Anteil an GNU-Software.
Das Smartphone- und Tabletbetriebssystem Android verwendet als C-Programmbibliothek Bionic sowie die Android toolbox für Kommandozeilenbefehle, die ähnlich dem BusyBox-Konzept als Multi-Call-Binary konzipiert ist, aber nur wenige Befehle und Optionen beinhaltet.
Solche Systeme ohne oder mit nur wenig GNU-Programmcode bezeichnet auch die FSF nicht als GNU/Linux. Aufgrund der steigenden Verbreitung von internetfähigen Geräten, die nicht klassische PCs oder Notebooks sind (Internet der Dinge), nimmt der Prozentsatz von linuxbasierten Geräten, die tatsächlich einen relevanten Anteil an GNU-Software haben, kontinuierlich ab.
Neben dem reinen Namensstreit kommt dem Begriff GNU/Linux daher immer mehr eine echte Bedeutung als Oberbegriff für klassische desktop- oder serverbasierte Linux-Distributionen zu. Trotzdem bleibt der Begriff im Alltagsgebrauch unüblich, wie etwa auch beim Begriff der Linux-Distributionen selbst. Während Android meist als eigenes Betriebssystem wahrgenommen wird, bezeichnet man die Betriebssysteme in linuxbasierten Geräten mit uClibc und Busybox häufig einfach als Linux, obwohl auch embedded Linux in Abgrenzung zu Desktop-Linux-Systemen üblich ist.